# Candidature de combat
En Suisse, l'expression candidature de combat désigne, dans le jargon politique, l’entrée en lice d’un contre-candidat face à un candidat unique jusqu’alors assuré d’être élu tacitement. 
L'expression "candidature de combat" est en particulier utilisée dans le contexte du système de concordance entre les partis qui se mettent d’accord avant le vote des parlementaires sur la désignation d’un candidat unique à certains postes. Il peut par exemple arriver qu'un parti s'efforce, en présentant son propre candidat, d'obtenir un mandat qui, aux termes des accords informels tacites entre les autres partis (formule magique) ne lui revient pas.
En suisse allemand, l'expression "Sprengkandidatur" est utilisée dans le même sens "candidature de combat" mais recouvre également le cas où des partis désignent un candidat alternatif au candidat officiel issu du même parti (élection d'Otto Stich au Conseil fédéral en 1983).
Lorsqu'un candidat se déclare sans le soutien de son propre parti, on parle de préférence de candidature sauvage.

## Exemples récents
Lors de l’élection des conseillers fédéraux en 2007, les Verts présentent Luc Recordon comme candidat de combat dans le but de déloger Christophe Blocher (UDC), c’est finalement Evelyne Widmer-Schlumpf, qui n’était pas officiellement candidate, qui est élue. Evelyne Widmer-Schlumpf ayant été contrainte à quitter l’UDC, ce parti s’efforce, dans les années qui suivent, de récupérer son siège en présentant des candidatures dites de combat.